# Антропоцентризъм
Антропоцентризъм (гръцки: άνθρωπος, anthropos, „човешко същество“; и κέντρον, kentron, „център“), понякога и като човешко превъзходство, превъзходство на човека, е вярата, че хората трябва да бъдат смятани за център на света , също вярата, че хората имат способност да възприемат истинските качества на обектите .
Например във философията на Файербах (1841) е налице амбицията човекът да бъде издигнат до нивото на бога с цел да покаже своята истинска същност на съществуването си и също да се разтвори бога в човешката същност в по-голяма степен и по-ясно, отколкото при Хегел, който не напълно антропологизира божественото .